# VL40U
Az VL40U egy ukrán villamosmozdony-sorozat. 2004 és 2008 között gyártotta a Zaporizzsjai Villamosmozdony-javító Üzem és a Lvivi Mozdonyjavító Üzem.